# Aperitif

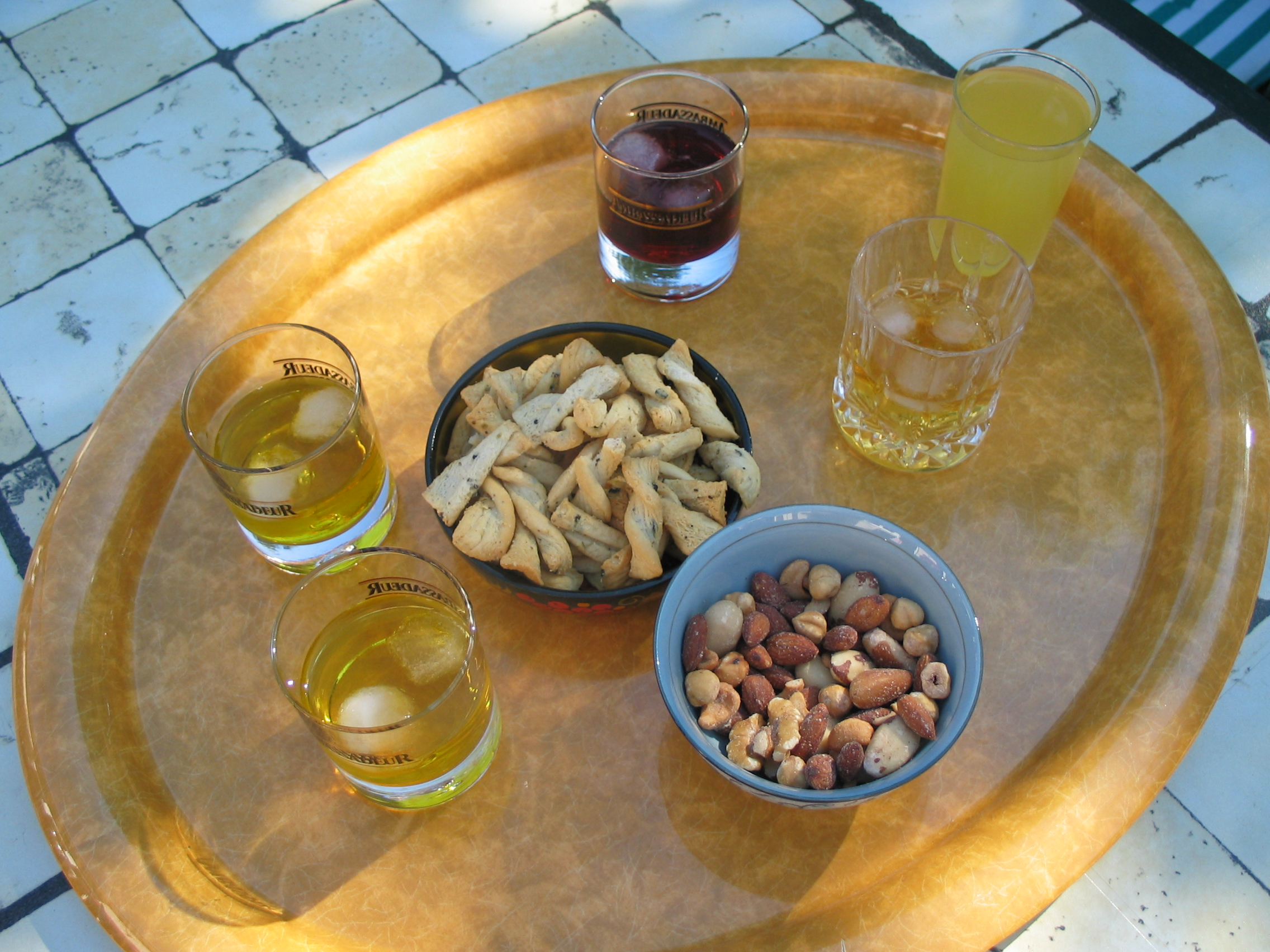
Apéritif z przekąskami

Aperitif (fr. apéritif, wł. aperitivo z łac. aperire – otwierać) – napój alkoholowy podawany przed posiłkiem dla pobudzenia apetytu, odprężenia gościa oraz zaspokojenia pragnienia.
Nie ma jednego rodzaju alkoholu, który można by określać mianem aperitifu, jednak za klasyczną formę aperitifu uchodzi wytrawne wino musujące, takie jak szampan, cava, franciacorta, prosecco czy sekt pochodzący z Niemiec lub Austrii. Popularność zyskały również lekkie, orzeźwiające białe wina wytrawne, m.in. riesling w wersji wytrawnej, grüner veltliner, albariño czy sauvignon blanc niefementowany w beczce. Do tradycyjnych aperitifów zaliczane są także jasne odmiany sherry, takie jak fino i manzanilla. W tej roli podaje się ponadto wermuty oraz wytrawne koktajle alkoholowe.
W różnych krajach inne są jednak preferencje i inny rodzaj alkoholu jest głównie serwowany jako aperitif. We Włoszech na przykład jest to wermut, we Francji pastis, w Hiszpanii Sherry fino, w Grecji ouzo, w Polsce wódkę lub nalewkę.